# Autoba rubra
Autoba rubra là một loài bướm đêm trong họ Erebidae.